# オレグ・ロマンツェフ
オレグ・ロマンツェフ（Oleg Romantsev、Олег Иванович Романцев、1954年1月4日 - ）は、ロシア出身のサッカー選手、サッカー指導者。
元ソビエト連邦代表選手。現役時代は所属したすべてのクラブでキャプテンを務めた。指導者としてはスパルタク・モスクワ、ロシア代表等の監督を務めた。

## 経歴

### 選手
リャザン州のGavrilovskoye村で生まれる。父は道路工事の現場監督として働いており、家族と共にコラ半島、アルタイ、キルギスタンなど国内を転々。1960年代前半にクラスノヤルスクに住み着いた。
メタルルグ・ユースチームを経て、同じクラスノヤルスクを本拠地とするアフトモビリストのユースに移籍。シベリアおよび極東ユース選手権で4試合7得点を挙げ大会最優秀選手となり、ソ連ユース選手権でもアフトモビリストの3位進出に貢献した。
1971年からはアフトモビリストのトップチームに昇格して、ソ連2部リーグでプレイ。この時期にフォワードから左サイドバックへとポジションを変更している。1976年にスパルタク・モスクワへと移籍するが、わずか2試合の出場に留まり、翌1977年はアフトモビリストに戻る。しかしコンスタンチン・ベスコフ新監督の説得により、再びスパルタクに移籍。スパルタクでは165試合6得点の記録を残して1983年に引退した。
1980年から1982年までソ連代表に選ばれ、15試合1得点。

### 監督
1984年にクラスナヤ・プレスニヤで監督としてのキャリアを始め、スパルタク・オルジョニキーゼを経て1989年にスパルタク・モスクワ監督に就任。
スパルタクの監督として、ソ連リーグ優勝1回（1989年）、ロシアリーグ優勝8回（1992年から1994年、1997年から2001年）、ロシア・カップ優勝4回（1992年、1994年、1998年、2003年）、さらに欧州3大カップすべてで準決勝進出（UEFAチャンピオンズカップ 1990-91、UEFAカップウィナーズカップ 1992-93、UEFAカップ1997-98）を成し遂げた。
1993年からはスパルタクの会長を兼任。
1994年から1996年、1998年から2002年まではロシア代表監督を務め、EURO1996、2002年ワールドカップでロシア代表を率いた。
2003年にスパルタクの会長および監督を辞任。その後ふたつのクラブの監督を務めたが、現在は監督職には就いていない。

## 所属クラブ
- アフトモビリスト・クラスノヤルスク 1972-1976
- スパルタク・モスクワ 1976
- アフトモビリスト・クラスノヤルスク 1977
- スパルタク・モスクワ 1977-1983

## 代表歴

### 出場大会
- ソビエト連邦代表
  - 1982 FIFAワールドカップ

### 試合数
- 国際Aマッチ 9試合 0得点（1980年-1982年）[1]

| ソビエト連邦代表 | 国際Aマッチ | 国際Aマッチ |
| 年               | 出場        | 得点        |
| ---------------- | ----------- | ----------- |
| 1980             | 8           | 0           |
| 1981             | 0           | 0           |
| 1982             | 1           | 0           |
| 通算             | 9           | 0           |

## 指導歴
- クラスナヤ・プレスニヤ 1984-1987
- スパルタク・オルジョニキーゼ 1988
- / スパルタク・モスクワ 1989-1995
- ロシア代表 1994-1996
- スパルタク・モスクワ 1997-2003
- ロシア代表 1999-2002
- サトゥルン・ラメンスコーエ 2003-2004
- ディナモ・モスクワ 2004-2005